# Mander (Tambakboyo)
Mander is een bestuurslaag in het regentschap Tuban van de provincie Oost-Java, Indonesië. Mander telt 3461 inwoners (volkstelling 2010).